# Dave Prater
David Prater Jr.  (9 de mayo de 1937-9 de abril de 1988) fue un cantante y músico estadounidense de soul y rhythm & blues, que fue el vocalista barítono/tenor más profundo del dúo vocal de soul Sam & Dave desde 1961 hasta su muerte en 1988. Es miembro del Salón de la Fama del Rock and Roll (1992), del Salón de la Fama de los Grammy (1999, por la canción "Soul Man"), del Salón de la Fama de los Grupos Vocales y del Salón de la Fama de la Música de Georgia (1997), y fue un artista discográfico ganador de un Premio Grammy (1967) y de múltiples Discos de Oro.

## Primeros años (1958-1964)
Séptimo de diez hermanos, Prater nació en Ocilla, Georgia, donde creció cantando música gospel en el coro de la iglesia, y fue un veterano del grupo de gospel The Sensational Hummingbirds, en el que cantaba con su hermano mayor, J. T. Prater. Dave Prater conoció a su futuro compañero, Sam Moore, en el King of Hearts Club de Miami en 1961, firmando poco después con Roulette Records. Sam & Dave lanzó seis singles para Roulette, incluyendo dos canciones que Prater coescribió con Moore. Prater solía ser el vocalista principal en estos discos, y Moore solía cantar la armonía y los versos alternativos.

## Años de Stax (1965-1968)
A finales de 1964, Jerry Wexler los contrató en Atlantic Records, con un acuerdo que les permitía grabar en Memphis con Stax Records. Sus dos primeros sencillos no llegaron a la lista de éxitos, pero el sencillo de noviembre de 1965 del dúo, "You Don't Know Like I Know", inició una serie de diez éxitos consecutivos en el Billboard de R&B, incluyendo "Hold On, I'm Comin'" (1966), "You Got Me Hummin'" (1966), "When Something Is Wrong with My Baby" (1967), "Soul Man" (1967) y "I Thank You" (1968). A partir de "Hold On, I'm Comin'", Moore solía llevar la voz principal (primera estrofa y voz principal en el estribillo) en la mayoría de sus grabaciones. Prater cantó la primera estrofa como tenor en su única balada que se convirtió en un single de éxito, "When Something Is Wrong with My Baby", demostrando un impresionante rango vocal en el registro superior.
Todos sus mayores éxitos fueron escritos y producidos por Isaac Hayes y David Porter, que trabajaban como compositores para Stax. Los discos de Sam & Dave en la Stax también se beneficiaron del apoyo de la banda de la Stax, Booker T. & the M.G.'s, y de la sección de vientos de la Stax, los Mar-Keys. Estos músicos de gran prestigio coescribieron (a menudo sin crédito) y contribuyeron en gran medida a las grabaciones. Las grabaciones de Sam & Dave en la Stax hasta 1967 fueron diseñadas por el fundador y copropietario de la Stax, Jim Stewart, que creó el "sonido Memphis" en la Stax grabando las sesiones esencialmente en directo en una sola toma. La combinación de todos estos respetados talentos contribuyó al sonido único y al éxito comercial de las grabaciones de Sam & Dave en Stax.

## Años de Atlantic, carrera en solitario y vuelta con Sam y Dave (1968-1981)
Stax y Atlantic rompieron su acuerdo de distribución en 1968, por lo que Sam y Dave se convirtieron en artistas de Atlantic y ya no pudieron trabajar con Hayes, Porter y los músicos de Stax. Los discos grabados por Atlantic no tenían el mismo sonido ni la misma sensación que las grabaciones de la Stax, y la mayoría de ellos solo se situaban en los puestos más bajos de las listas musicales, si es que lo hacían. El fin de su asociación con la discográfica Stax y su relación, a menudo inestable, contribuyeron a la ruptura del dúo en junio de 1970.
Tras la ruptura con Sam, Prater volvió a su primer sello en Miami, Alston Records, donde grabó un sencillo, "Keep My Fingers Crossed", acompañado de "Love Business" (Alston A-4596), y también actuó esporádicamente durante el año siguiente.
Sam & Dave se reunieron en agosto de 1971 y actuaron durante la mayor parte de la década hasta 1981. Disfrutaron de un breve resurgimiento de la popularidad debido a la grabación de "Soul Man" de los Blues Brothers en 1979. Sam & Dave también grabaron "Come On, Come Over", que apareció en el primer LP del bajista de jazz Jaco Pastorius. Dave también apareció en la película de Paul Simon One-Trick Pony como parte de Sam & Dave. Su última actuación juntos fue el 31 de diciembre de 1981, en el Old Waldorf de San Francisco.

## El nuevo Sam & Dave
En 1982, Prater empezó a hacer giras con Sam Daniels. Este dúo también se denominaba Sam & Dave. Actuaron juntos hasta la muerte de Prater en 1988. Moore trató de impedir legalmente que Prater utilizara el nombre del grupo sin su participación y permiso, pero en general no tuvo éxito en impedir que actuaran. La encarnación de Daniels-Prater de Sam & Dave llegó a realizar hasta 100 conciertos al año, incluyendo actuaciones en Europa, Japón y Canadá.
En 1985, Prater y Daniels lanzaron un popurrí de éxitos de Sam & Dave recién grabado en los Países Bajos, que alcanzó el número 92 en la lista de R&B y fue acreditado a "Sam & Dave". Moore hizo que la discográfica retirara el sencillo por utilizar el nombre de "Sam & Dave" sin permiso, y el disco fue reetiquetado y reeditado con el nombre de "The New Sam & Dave Revue".
La última actuación de Prater con Daniels fue el 3 de abril de 1988, en un espectáculo de Stax Reunion en el Atlanta Civic Center, en el que también participaron Isaac Hayes, Eddie Floyd y Rufus y Carla Thomas. Seis días más tarde, el 9 de abril de 1988, Prater murió en un accidente de coche en Sycamore, Georgia, mientras conducía hacia la casa de su madre.
Prater resumió sus pensamientos sobre su carrera para Gerri Hirshey, que lo citó en su libro Nowhere to Run (1984, Southbank Publishing):

Soy un hombre que trabaja. Llevo mucho tiempo deprimido. No pienso en si lo haré de nuevo. ¿Qué va a hacer un músico como yo? ¿Qué va a hacer, a menos que entretenga hasta la muerte?
Dave Prater Jr. de Sam & Dave